# Merona (geslacht)
Merona  is een geslacht van neteldieren uit de  familie van de Oceaniidae.

## Soorten
- Merona cornucopiae (Norman, 1864)
- Merona ibera Medel, García-Gómez & Bouillon, 1993
- Merona laxa (Fraser, 1938)
- Merona operculata Watson, 1978